# The Primal Scream
The Primal Scream. Primal Therapy: The Cure for Neurosis (укр. Первинний крик. Первинна терапія: ліки від неврозу; 1970, друге видання — 1999) — книга психолога Артура Янова, в якій він описує свій досвід роботи з пацієнтами протягом місяців, коли він розробляв первинну терапію. Незважаючи на те, що твердження Янова були піддані сумніву психологами, книга стала популярною та принесла славу і популярність самому Янову, що надихнуло інших терапевтів почати пропонувати первинну терапію.

## Резюме
Ця книга розповідає про розвиток первинної терапії. Книга починається з розповіді про сеанс групової терапії в 1967 році, під час якого молодий чоловік (Денні Вілсон) пережив певний емоційний катарсис. Янов спонукав юнака покликати маму й тата, що він і зробив, але впав у мимовільні конвульсії. Після чого молодий чоловік оголосив: «Я відчуваю», після чого у нього виникло якесь емоційне вирішення.
У решті книги Янов розвиває загальну теорію неврозу. Янов стверджує, що невроз спричинений придушеним емоційним болем від дитячої травми і його можна вилікувати, переживаючи та виражаючи. У книзі Янов стверджує, що всі неврози спричинені витісненою емоційною травмою в дитинстві, і що повторне переживання є єдиним ефективним ліком, який дійсно усуває першопричину проблеми.
Книга містить численні відгуки, але мало наукових доказів. Книга заснована на теоретизуванні Янова після експериментів зі своїми пацієнтами з 1967 по 1970 рік.

## Вплив і прийом
Книга мала великий успіх. Повідомляється, що її було продано у кількості понад один мільйон примірників у всьому світі, і її прочитали десятки тисяч людей у США. Альберт Ґолдман повідомив у «Життях Джона Леннона» (1988), що Джанов перед публікацією надіслав примірники своєї книги таким знаменитостям, як Джон Леннон і Мік Джаггер, і що згодом Леннон пройшов первинну терапію з Яновим, яка стала основою для його першого власного сольного альбому «Plastic Ono Band». Як пише The New York Times,  книга «привернула широку увагу в газетах і журналах» і зробила Янова знаменитістю. Слава та успіх, які принесла Янову його книга, надихнули багатьох терапевтів, які не зустрічалися з ним, запропонувати імітацію первинної терапії та призвели до поширення програм, що пропонують щастя через радикальну особистісну трансформацію.
Перші відгуки в популярній пресі були неоднозначними. Книжковий критик Роберт Кірш попередив про «гіперболізацію» та «євангельську впевненість» Янова в Los Angeles Times, але все ж назвав його вражаючим письменником і мислителем і дійшов висновку, що книга «варта того, щоб її прочитати і розглянути». Книга була високо оцінена газетами Chattanooga Times і Berkeley Gazette, обидві з яких порівнювали Янова з Фрейдом. Однак психологи негайно поставили під сумнів твердження Янова, зроблені в книзі, вказавши на «неперевіреність його основного твердження про існування первинного болю та відсутність незалежних контрольованих досліджень, які б демонстрували ефективність терапії».
Ерін Шумейкер критикувала ідеї Янова про гомосексуалізм у гей-журналі The Body Politic, зазначивши, що клінічні дослідження суперечать думці Янова про те, що дівчата стають лесбійками через те, що їх спокушають старші жінки, і що Джанов не мав чіткого уявлення про те, що таке «справжня» поведінка. Психоаналітик Джоел Ковель стверджував у «Повному посібнику з терапії» (1976), що «Первинний крик» показує, що Янов є однією з кількох фігур в історії психотерапії, які стали розглядатися як фігури рятівників. Він приписував Джанову те, що він натиснув на «основу великої емоційної сили». The Primal Scream була розглянута у науковому журналі BMJ у 2012 році.